# Natale Paganelli

Bischofswappen von Natale Paganelli

Natale Paganelli SX (* 24. Dezember 1956 in Grignano di Brembate, Italien) ist ein italienischer Ordensgeistlicher, römisch-katholischer Bischof und ehemaliger Apostolischer Administrator von Makeni in Sierra Leone.

## Leben
Natale Paganelli trat der Ordensgemeinschaft der Xaverianer-Missionare bei und empfing am 25. Dezember 1980 in Parma das Sakrament der Priesterweihe.
Papst Benedikt XVI. ernannte ihn am 11. April 2012 zum Apostolischen Administrator sede plena von Makeni, nur drei Monate nach der Ernennung des zu diesem Zeitpunkt noch nicht geweihten Bischofs Henry Aruna. Am 18. Juli 2015 entband Papst Franziskus Aruna von der Leitung des Bistums Makeni und ernannte Natale Paganelli zum Titularbischof von Gadiaufala, der als Administrator sede vacante weiterhin das Bistum Makeni verwaltete. Die Bischofsweihe spendete ihm der Apostolische Nuntius in Sierra Leone, Erzbischof Mirosław Adamczyk, am 31. Oktober desselben Jahres. Mitkonsekratoren waren der Bischof von Kenema, Patrick Daniel Koroma, und der emeritierte Bischof von Makeni, George Biguzzi SX.
Mit der Amtseinführung Bob John Hassan Koromas als neuem Bischof von Makeni endete Paganellis Amt als Apostolischer Administrator am 14. Mai 2023.